# Bogatoje (obwód samarski)
Bogatoje (ros. Богатое) – wieś (sieło) w Rosji, w obwodzie samarskim, ośrodek administracyjny rejonu bogatowskiego. W 2010 liczyła 5922 mieszkańców.